# Dhuo
Dhuo è stato un gruppo musicale - composto dall'italiano Bruno Bergonzi e dal britannico Mike Logan - che ha iniziato a registrare in studio nel 1983, ha esordito a Sanremo nel 1984 ed è rimasto attivo fino al 1985.

## Storia

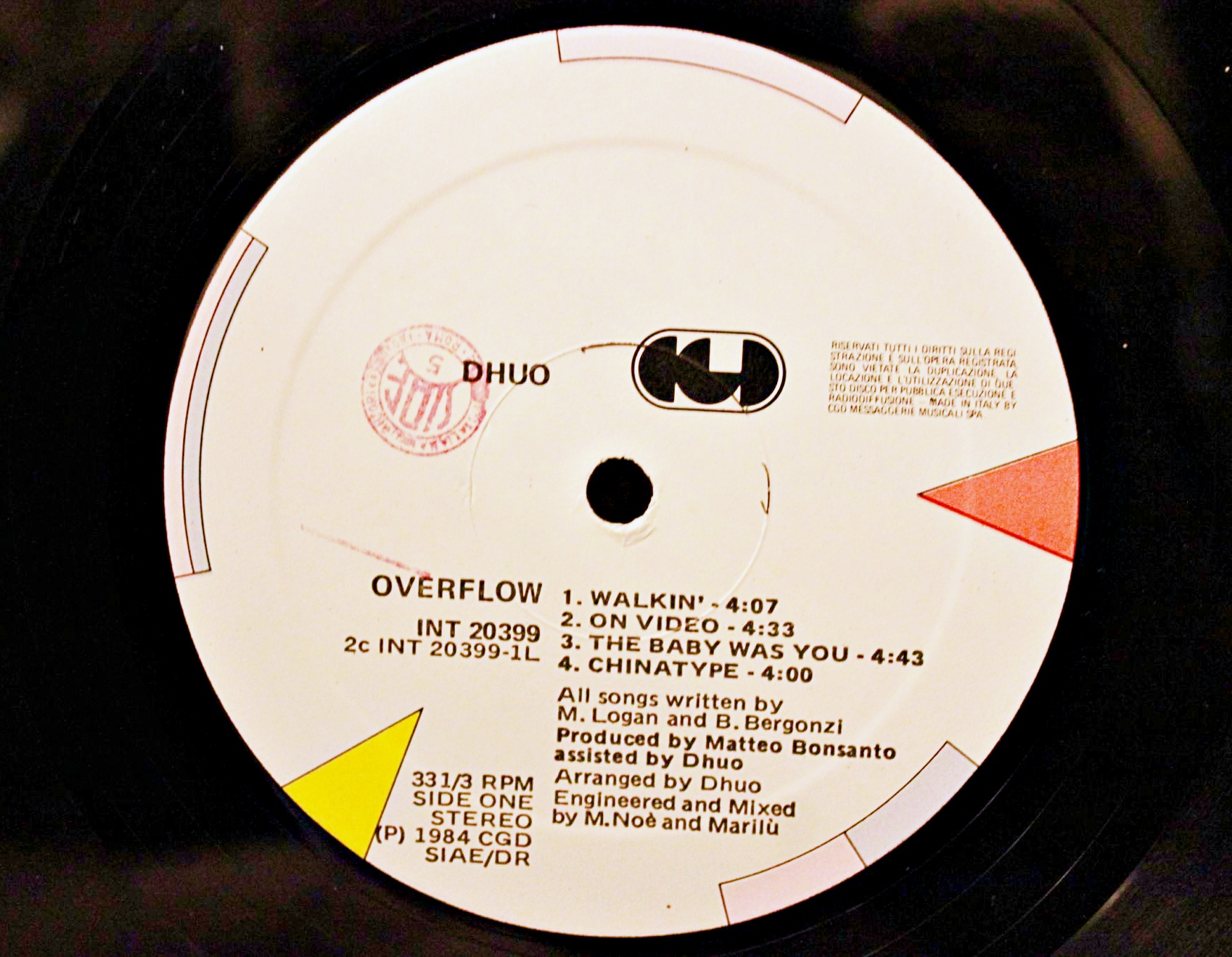
Etichetta dell'album Overflow di Dhuo

L'album e alcuni singoli del gruppo Dhuo vennero pubblicati in molti Paesi, quali Italia, Germania, USA, Giappone, Francia, Spagna, Scandinavia, Russia, Messico. Il gruppo era composto da due compositori polistrumentisti ed arrangiatoriː l'inglese Mike Logan e l'italiano Bruno Bergonzi. Alla realizzazione dell'album Overflow, registrato a Milano, presero parte, come ospiti, Luciano Ninzatti (chitarra) e Sahara Simon (voce).
I missaggi dell'album, dei singoli 7" e delle versioni mix 12" furono compiuti, in varie versioni, da Massimo Noè per l'Italia e per l'Europa con le etichette (CGD e Barclay), da Pino Vicari per le versioni destinate al Giappone (King Records) e da Mark Kamins per gli USA e Sud America (Sire Records).
Dhuo fu tra i pochi gruppi che parteciparono in gara - nella sezione "Nuove Proposte" - al Festival di Sanremo 1984, creata quell'anno, a proporre un brano in lingua inglese. La composizione, intitolata Walkin', arrivò in finale e fu l'ultimo brano cantato in inglese al Festival di Sanremo. Il brano entrò nella Hit Parade in Italia, perché inserito in un album e, come brano, nella Hit Parade in Germania.
Bruno Bergonzi, nell'intervista rilasciata a Lorenzo Bergamini (sul mensile Tutto Musica, luglio 1984), ha descritto il primo sistema - con l'utilizzo del computer Sinclair ZX Spectrum e di un giradischi - per vedere un video e contemporaneamente udire una musica. Il sistema fu messo a punto da Bergonzi e da Logan, per la prima e unica volta, per il singolo Rome By Night. Il programma, inciso sul disco, veniva trasferito su una musicassetta, attraverso la quale veniva poi conferito al computer. Chiamato CV Diac - spiega nell'intervista Bergonzi - il sistema serve a sfruttare il disco non solo come mezzo di comunicazione musicale, ma anche come video. [...] Nel disco è inciso un programma che dura quanto il brano musicale. Occorre pertanto posizionare la testina del giradischi sull'ultima traccia del disco. [...] una cassetta deve essere introdotta nel registratore [e poi trasferita al computer]. Per sintonizzare l'invio del video clip basta aspettare la prima battuta di batteria del "Rome By Night". In quell'attimo dovete premere un tasto del computer e sullo schermo compariranno le prime immagini computerizzate del video.
Dopo la pubblicazione del singolo Jolaine, nel 1985, il gruppo Dhuo si sciolse: Logan e Bergonzi tornarono alle proprie attività di musicisti, cantanti, arrangiatori, compositori, produttore musicali.

## Formazione
- Bruno Bergonzi - batteria, tastiere e voce
- Mike Logan - tastiere e voce

## Discografia

### Album in studio
- 1984 - Overflow

### Singoli
- 1984 - Walkin'/Chinatype
- 1984 - Rome By Night/On Video
- 1985 - Jolaine/Broken Dreams
- 1985 - The Baby Was You/On Video

## Festival di Sanremo
- 1984 Nuove Proposte